# 웰컴 투 돈월드
《웰컴 투 돈월드》은 대한민국의 채널A의 예능 프로그램이다. 재태크 실패 사례를 통해 돈을 지키는 방법을 알려주는 정보토크쇼이며, 매회 돈에 얽힌 주제를 정해놓고 이에 관한 스타들의 경험담, 전문가들의 돈 버는 비법 등을 공개하는 프로그램이다.

## 방송 시간
- 2012년 12월 2일 ~ 2013년 11월 9일 : 매주 토요일 오후 9시 50분